# جون كريستنسن
جون كريستنسن (بالدنماركية: Knud Kristensen)‏ هو سياسي دانمركي، ولد في 26 أكتوبر 1880 في الدنمارك، وتوفي في 28 سبتمبر 1962 في نفس البلد. حزبياً، نشط في الحزب الليبرالي ( – 1953) وIndependent Party (Denmark) ‏ (1953 – ). وقد انتخب رئيس وزراء الدنمارك (7 نوفمبر 1945 – 13 نوفمبر 1947).

## روابط خارجية
- جون كريستنسن على موقع الموسوعة البريطانية (الإنجليزية)
- جون كريستنسن على موقع مونزينجر (الألمانية)